# Кухарик, Олег Владимирович
Олег Владимирович Кухарик (укр. Олег Володимирович Кухарик; род. 25 апреля 1997, Баштанка, Николаевская область) — украинский гребец-каноист. Мастер спорта Украины. Участник Олимпийских игр 2024 года.

## Биография
Родился 25 апреля 1997 года в Баштанке Николаевской области. В детстве занимался греко-римской борьбой и футболом. По приглашению тренера Александра Владимировича Васюнькина начал в 12 лет заниматься в секции «Гребля на байдарках». Воспитанник Баштанской детской юношеской спортивной школы. Первый тренер — Виктор Димедюк.
В 2010 году поступил в Николаевское высшее училище физической культуры, где продолжил занятия греблей. Впоследствии окончил магистратуру Черноморского национального университета имена Петра Могилы, где учился на факультете физической культуры и спорта (образовательная программа «Спортивная реабилитация»).
Стал чемпионом Украины 2011 года, а в 2012 году — был включён в состав сборной Украины. На чемпионате мира среди юниоров и молодёжи 2014 года в городе Сегед (Венгрия) занял 6 место. На молодёжном чемпионате мира по гребле на байдарках и каноэ в Монтемор-о-Вельо (Португалии) завоевал бронзу в одиночке на дистанции 1000 метров с результатом 3:38,532. В следующем году Кухарик отправился на чемпионат Европы среди юниоров и молодёжи до 23 лет в Басков (Румыния), где получил серебро в одиночке на дистанции 1000 метров и золото на 500 метрах.
Дебют на чемпионате мира по гребле на байдарках и каноэ состоялся на соревнованиях в Рачице (Чехия) в 2017 году, где украинец завоевал бронзу. Становился бронзовым призёром чемпионата мира на соревнованиях 2022 в Галифаксе и 2023 года в Дуйсбурге. Единственную золотую медаль завоевал на в Копенгагене в 2021 году в байдарке-четверке на 500 метров.
В Пловдиве (Болгария) на чемпионате Европы 2018 года Кухарик стал вторым с результатом 1:37.333. Впоследствии завоёвывал серебро в байдарке-двойке на 500 метро на чемпионате Европы 2021 года в Познане (Польша).
На Европейских играх 2019 года в Минске завоевал одну серебряную медаль, а с соревнований 2023 года в Кракове уехал с золотом и серебром.
Участвовал в квалификационном турнире на Олимпийские игры 2020 года в Токио, но не прошёл лицензионный отбор. Во время пандемии COVID-19 переквалифицировался на одиночный вид гонки — длинный спринт, а спустя два года перешёл на короткий спринт в 200 метров.
На Олимпийских играх 2024 года в Париже будет участвовать в командной гонке на 500 метров вместе с Игорем Труновым, Дмитрием Даниленко и Иваном Семыкиным.

## Награды
- Орден «За заслуги» III степени (2019)[2]
- Орден «За заслуги» II степени (2023)[2]

## Результаты выступлений

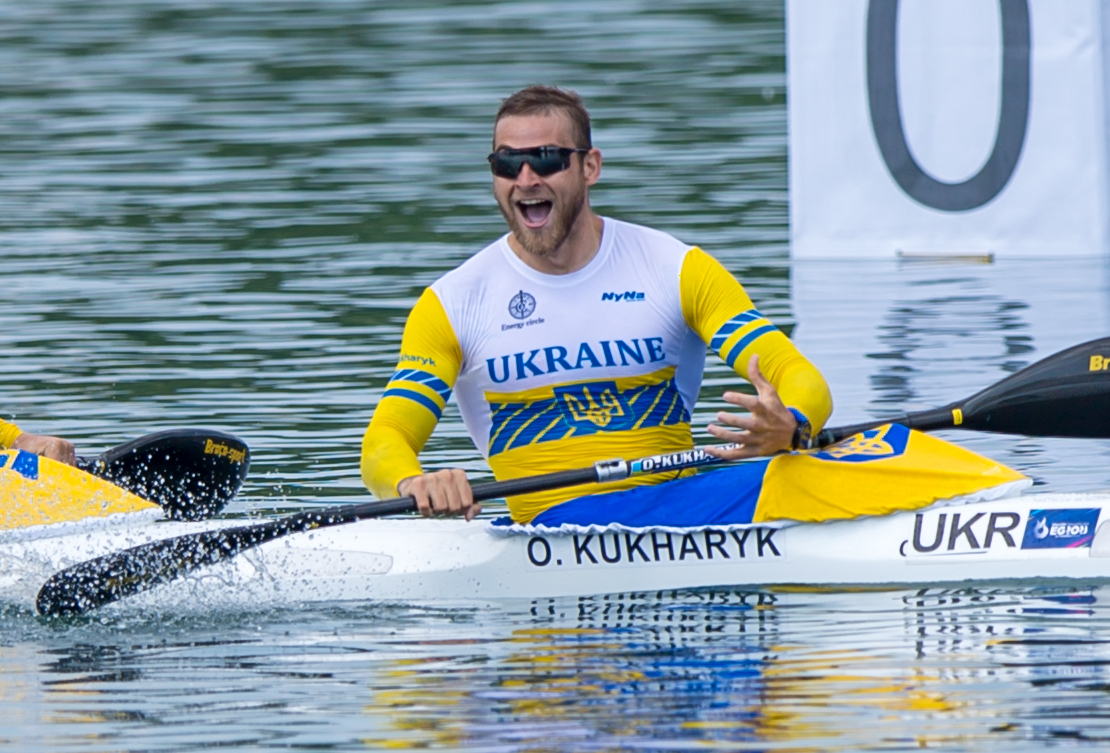
Кухарик на Европейских играх 2023 года

| Год              | Город          | Итог           | Дисциплина     |
| Чемпионат мира   | Чемпионат мира | Чемпионат мира | Чемпионат мира |
| ---------------- | -------------- | -------------- | -------------- |
| 2017             | Рачице         | 3              | K1 500 м       |
| 2021             | Копенгаген     | 1              | K4 500 м       |
| 2022             | Галифакс       | 3              | K4 500 м       |
| 2023             | Дуйсбург       | 3              | K4 500 м       |
| Европейские игры |                |                |                |
| 2019             | Минск          | 2              | K2 1000 м      |
| 2023             | Краков         | 1              | K2 500 м       |
| 2023             | Краков         | 2              | K4 500 м       |
| Чемпионат Европы |                |                |                |
| 2018             | Белград        | 2              | K1 500 м       |
| 2021             | Познань        | 2              | K2 500 м       |